# Championnats de France d'athlétisme en salle 1996
Navigation
Édition précédente Édition suivante
Les Championnats de France d'athlétisme en salle 1996 ont eu lieu les 10 et 11 février 1996 au Palais omnisports de Paris-Bercy de Paris. 

## Palmarès
| Discipline       | Hommes                    | Hommes        | Femmes                  | Femmes        |
| ---------------- | ------------------------- | ------------- | ----------------------- | ------------- |
| 60 m             | Stéphane Cali             | 6 s 64        | Odiah Sidibé            | 7 s 25        |
| 200 m            | Christophe Cheval         | 21 s 15       | Christine Arron         | 23 s 58       |
| 400 m            | Pierre-Marie Hilaire      | 46 s 78       | Marie-Louise Bévis      | 52 s 63       |
| 800 m            | Jean-Christophe Vialettes | 1 min 48 s 75 | Patricia Djaté          | 2 min 1 s 50  |
| 1 500 m          | Pascal Blanc              | 3 min 49 s 09 | Frédérique Quentin      | 4 min 17 s 58 |
| 3 000 m          | Eric Dubus                | 7 min 54 s 86 | Blandine Bitzner-Ducret | 9 min 4 s 84  |
| 60 m haies       | Dan Philibert             | 7 s 62        | Patricia Girard         | 7 s 85        |
| Saut en hauteur  | Joël Vincent              | 2,22 m        | Maryse Éwanjé-Épée      | 1,89 m        |
| Saut à la perche | Jean Galfione             | 5,70 m        | Caroline Ammel          | 3,80 m        |
| Saut en longueur | Emmanuel Bangué           | 7,86 m        | Linda Ferga             | 6,27 m        |
| Triple saut      | Kenny Boudine             | 16,97 m       | Sylvie Borda            | 13,47 m       |
| Lancer du poids  | Jean-Louis Lebon          | 18,63 m       | Laurence Manfrédi       | 16,58m        |
| Heptathlon       | Sébastien Levicq          | 5 886 pts     | -                       | -             |
| Pentathlon       | -                         | -             | Marie Collonvillé       | 4 179 pts     |